# Nitro (West Virginia)
Nitro is een plaats (city) in de Amerikaanse staat West Virginia, en valt bestuurlijk gezien onder Kanawha County en Putnam County.

## Demografie
Bij de volkstelling in 2000 werd het aantal inwoners vastgesteld op 6824.
In 2006 is het aantal inwoners door het United States Census Bureau geschat op 6739, een daling van 85 (-1.2%).

## Geografie
Volgens het United States Census Bureau beslaat de plaats een oppervlakte van
10,6 km², waarvan 9,7 km² land en 0,9 km² water.

## Plaatsen in de nabije omgeving
De onderstaande figuur toont nabijgelegen plaatsen in een straal van 12 km rond Nitro.